# Лефкада (ном)
Лефка́да или Лефка́с (греч. Λευκάδα) — ном в Греции, в группе Ионических островов. Состоит из острова Лефкада и нескольких мелких островов, расположенных рядом с главным островов. Столица — Лефкас.